# Selección de fútbol sub-23 de Estonia
La Selección de fútbol de Estonia es el equipo que representa al país en la Eurocopa Sub-21 y en otros torneos similares y es controlada por la Asociación Estonia de Fútbol.

## Palmarés
- Copa del Báltico Sub-21: 1

2014

## Participaciones

### Eurocopa Sub-21
| UEFA European Under-21 Football Championship record | UEFA European Under-21 Football Championship record | UEFA European Under-21 Football Championship record | UEFA European Under-21 Football Championship record | UEFA European Under-21 Football Championship record | UEFA European Under-21 Football Championship record | UEFA European Under-21 Football Championship record | UEFA European Under-21 Football Championship record | UEFA European Under-21 Football Championship record |
| Año                                                 | Ronda                                               | Pos.                                                | J                                                   | G                                                   | E                                                   | P                                                   | GF                                                  | GC                                                  |
| --------------------------------------------------- | --------------------------------------------------- | --------------------------------------------------- | --------------------------------------------------- | --------------------------------------------------- | --------------------------------------------------- | --------------------------------------------------- | --------------------------------------------------- | --------------------------------------------------- |
| antes de 1992                                       | Véase Unión Soviética                               | Véase Unión Soviética                               | Véase Unión Soviética                               | Véase Unión Soviética                               | Véase Unión Soviética                               | Véase Unión Soviética                               | Véase Unión Soviética                               | Véase Unión Soviética                               |
| 1994                                                | No participó                                        | No participó                                        | No participó                                        | No participó                                        | No participó                                        | No participó                                        | No participó                                        | No participó                                        |
| 1996                                                | No clasificó                                        | No clasificó                                        | No clasificó                                        | No clasificó                                        | No clasificó                                        | No clasificó                                        | No clasificó                                        | No clasificó                                        |
| 1998                                                | No clasificó                                        | No clasificó                                        | No clasificó                                        | No clasificó                                        | No clasificó                                        | No clasificó                                        | No clasificó                                        | No clasificó                                        |
| 2000                                                | No clasificó                                        | No clasificó                                        | No clasificó                                        | No clasificó                                        | No clasificó                                        | No clasificó                                        | No clasificó                                        | No clasificó                                        |
| 2002                                                | No clasificó                                        | No clasificó                                        | No clasificó                                        | No clasificó                                        | No clasificó                                        | No clasificó                                        | No clasificó                                        | No clasificó                                        |
| 2004                                                | No clasificó                                        | No clasificó                                        | No clasificó                                        | No clasificó                                        | No clasificó                                        | No clasificó                                        | No clasificó                                        | No clasificó                                        |
| 2006                                                | No clasificó                                        | No clasificó                                        | No clasificó                                        | No clasificó                                        | No clasificó                                        | No clasificó                                        | No clasificó                                        | No clasificó                                        |
| 2007                                                | No clasificó                                        | No clasificó                                        | No clasificó                                        | No clasificó                                        | No clasificó                                        | No clasificó                                        | No clasificó                                        | No clasificó                                        |
| 2009                                                | No clasificó                                        | No clasificó                                        | No clasificó                                        | No clasificó                                        | No clasificó                                        | No clasificó                                        | No clasificó                                        | No clasificó                                        |
| 2011                                                | No clasificó                                        | No clasificó                                        | No clasificó                                        | No clasificó                                        | No clasificó                                        | No clasificó                                        | No clasificó                                        | No clasificó                                        |
| 2013                                                | No clasificó                                        | No clasificó                                        | No clasificó                                        | No clasificó                                        | No clasificó                                        | No clasificó                                        | No clasificó                                        | No clasificó                                        |
| 2015                                                | No clasificó                                        | No clasificó                                        | No clasificó                                        | No clasificó                                        | No clasificó                                        | No clasificó                                        | No clasificó                                        | No clasificó                                        |
| 2017                                                | No clasificó                                        | No clasificó                                        | No clasificó                                        | No clasificó                                        | No clasificó                                        | No clasificó                                        | No clasificó                                        | No clasificó                                        |
| 2019                                                | No clasificó                                        | No clasificó                                        | No clasificó                                        | No clasificó                                        | No clasificó                                        | No clasificó                                        | No clasificó                                        | No clasificó                                        |
| Total                                               | 0/22                                                | 0                                                   | 0                                                   | 0                                                   | 0                                                   | 0                                                   | 0                                                   | 0                                                   |